# Circolo Canottieri Aniene
Circolo Canottieri Aniene (CCA) ist ein italienischer Sport- und Gesellschaftsverein aus Rom. Der Name Circolo Canottieri (ital. für Ruderverein) verrät, welche Sportart die eigentliche Motivation zur Vereinsgründung war. Die Zusatzbezeichnung Aniene informiert darüber, auf welchem Gewässer die Gründerväter ursprünglich ihren Sport praktizierten. Heute ist der Verein unweit des Bahnhofs Acqua Acetosa im römischen Stadtviertel Parioli beheimatet. Sein heutiger Vereinssitz befindet sich etwa 2 km südwestlich der Stelle, an der der Aniene in den Tiber mündet.

## Geschichte
Der Verein wurde 1892 von Alessandro Morani und einigen Brüdern aus der Familie Fasoli gegründet.
In den 1950er Jahren errichtete der Verein seinen heutigen Vereinssitz. Nach dem Umzug vom Aniene an den Tiber kamen weitere Sportarten hinzu, wenngleich Rudern immer der Schwerpunkt des Vereinssports blieb. Von den neuen Sportarten erwies sich Schwimmen als größter Erfolg, denn in ihrer jeweiligen Disziplin konnten bereits mehrere Schwimmer des Vereins nationale und internationale Titel gewinnen.
Aufgrund seiner hervorragenden Nachwuchsarbeit wurde der Verein am 23. Januar 2002 mit dem „Goldenen Kranz“, der höchsten Auszeichnung in Italien, ausgezeichnet.

## Sportliche Erfolge

### Rudern
Aus dem Verein gingen mehrere erfolgreiche Ruderer hervor, von denen einige auch olympische Medaillen gewonnen haben. Besondere Erwähnung verdient hierbei Giliante D’Este, der 1928, 1932 und 1936 an den olympischen Sommerspielen teilgenommen hat. 1928 gehörte er zum Siegerteam in der Disziplin Vierer mit Steuermann und 1932 zu den Bronzegewinnern in der Disziplin Vierer ohne Steuermann. Einer seiner Mitstreiter beim Erfolg von 1932 war Antonio Ghiardello, der die Ruderer vom CCA später jahrelang trainierte. Bei den Olympischen Spielen 1948 gewann Romolo Catasta die Bronzemedaille im Einer-Rudern. Ebenfalls Bronze gewann Lorenzo Porzio bei Olympia 2004 und im selben Jahr wurde er zu Italiens Sportler des Jahres gewählt. Ein weiterer erfolgreicher Ruderer des Vereins ist Elia Luini, der bei den Ruder-Weltmeisterschaften 2001, 2002 und 2003 dreimal in Folge Ruderweltmeister im Leichtgewichts-Doppelzweier wurde.

### Schwimmen
Zu den erfolgreichsten Schwimmsportlern des Vereins gehört Federica Pellegrini, die über 200 Meter Freistil die Silbermedaille bei Olympia 2004 und die Goldmedaille bei Olympia 2008 gewann. Ebenfalls bei Olympia 2004 gewann Filippo Magnini in der Staffel über 4 × 200 m Freistil die Bronzemedaille.

### Segeln
Der Verein belegte bei der ersten Austragung des europäischen Wettbewerbs für Segelvereine im Jahre 2014, der Sailing Champions League, den zweiten Platz.

## Bekannte Mitglieder
Zu den prominenten Mitgliedern des Vereins zählen unter anderem Giovanni Malagò, der Präsident des Comitato Olimpico Nazionale Italiano (CONI), sowie der ehemalige Torwart der italienischen Fußballnationalmannschaft und Weltmeister 1982, Dino Zoff, der fast jeden Vormittag auf dem Vereinsgelände anzutreffen ist, um sich fit zu halten.